# 3 libbre
3 libbre (3 lbs) è una serie televisiva trasmessa sulla rete statunitense CBS dal 14 novembre al 28 novembre 2006 per rimpiazzare la serie cancellata Smith.
La serie è stata presto cancellata in seguito ai bassi ascolti. Negli USA sono stati trasmessi solo 3 episodi in TV, mentre i restanti 5 prodotti sono stati distribuiti on-line su Amazon Unbox. Il titolo si riferisce al peso medio di un cervello umano.
3 libbre era stata lanciata come "Il nuovo grande medical drama"; la sigla di testa è sottolineata dalla canzone Calling all Angels dei Train e la consulenza medica è stata fornita dalla dr.ssa Carmen Casciello.
In Italia è stata trasmessa prima da Fox, dal 3 maggio 2007, e poi in chiaro da Rai 3, dal 7 maggio 2008.

## Trama
Nella serie seguiamo le imprese cliniche del primario neurochirurgo Douglas Hanson (interpretato da Stanley Tucci, produttore della serie) e il suo assistente Jonathan Seger.

## Personaggi e interpreti

### Personaggi principali
- Dott. Douglas Hanson, interpretato da Stanley Tucci.
- Dott. Jonathan Seger, interpretato da Mark Feuerstein.
- Dott. Adrienne Holland, interpretata da Indira Varma.
- Dott. Thomas Flores, interpretato da Armando Riesco.

### Personaggi ricorrenti
- Melania Ortiz, interpretata da Zabryna Guevara.
- Jeffrey Coles, interpretato da Griffin Dunne.
- Erica Linden, interpretata da Juliette Goglia.
- Della, interpretata da Tamara Taylor.

## Episodi
| Stagione       | Episodi | Prima TV originale | Prima TV Italia |
| -------------- | ------- | ------------------ | --------------- |
| Prima stagione | 8       | 2006               | 2007            |

## Distributori internazionali
| Nazione               | Rete televisiva  | Prima TV         |
| --------------------- | ---------------- | ---------------- |
| Stati Uniti d'America | CBS              | 14 novembre 2006 |
| Canada                | Citytv           | 14 novembre 2006 |
| Asia                  | Hallmark Channel | 15 gennaio 2007  |
| Australia             | Network Ten      | 2007             |
| Spagna                | Cuatro TV        | 2007             |
| Turchia               | Dizimax          | 2007             |
| Regno Unito           | BBC One & BBC HD | 11 marzo 2007    |
| Italia                | Fox              | 5 maggio 2007    |
| Malaysia              | NTV7             | 15 maggio 2007   |
| Israele               | Extra HOT        | 16 maggio 2007   |
| Svezia                | Kanal 5          | 17 giugno 2007   |
| Paesi Bassi           | Net 5            | 2 luglio 2007    |
| Islanda               | Skjár 1          | 29 luglio 2007   |
| Serbia                | TV Avala         | 12 ottobre 2007  |
| Hong Kong             | ATV World        | 23 ottobre 2007  |
| Polonia               | Polsat           | 1º aprile 2008   |